# تریگوه
تریگوِه (به نروژی: Trygve) نامی نروژی برای مردان است و ممکن است به یکی از موارد زیر اشاره بدارد:
- تریگوه هاولمو
- تریگوه اسمیت
- تریگوه لی
- تریگوه براتلی